# Az angol labdarúgó-bajnokság másodosztályának győztesei
Ez a lista az angol labdarúgó-bajnokság másodosztályának győzteseit tartalmazza. Zárójelben a győzelmek száma található. A bajnokság 1892-ben jött létre, azóta többféleképpen hívták. A kezdetektől egészen 1992-ig a bajnokság neve Football League Second Division lett. Ezután a Second Division lefokozódott harmadosztállyá, helyébe a Football League First Division került. Ez egészen 2004-ig maradt fenn, azóta az osztály neve Football League Championship.

## Football League Second Division(1893–1992)
| Szezon  | Győztes                                        | Második                                        | Rájátszás győztese                             |
| ------- | ---------------------------------------------- | ---------------------------------------------- | ---------------------------------------------- |
| 1892–93 | Birmingham City                                | Sheffield United                               |                                                |
| 1893–94 | Liverpool                                      | Birmingham City                                |                                                |
| 1894–95 | Bury                                           | Notts County                                   |                                                |
| 1895–96 | Liverpool (2)                                  | Manchester City                                |                                                |
| 1896–97 | Notts County                                   | Manchester United                              |                                                |
| 1897–98 | Burnley                                        | Newcastle United                               |                                                |
| 1898–99 | Manchester City                                | Glossop North End                              |                                                |
| 1899–00 | Sheffield Wednesday                            | Bolton Wanderers                               |                                                |
| 1900–01 | Grimsby Town                                   | Birmingham City                                |                                                |
| 1901–02 | West Bromwich Albion                           | Middlesbrough                                  |                                                |
| 1902–03 | Manchester City (2)                            | Birmingham City                                |                                                |
| 1903–04 | Preston North End                              | Arsenal                                        |                                                |
| 1904–05 | Liverpool (3)                                  | Bolton Wanderers                               |                                                |
| 1905–06 | Bristol City                                   | Manchester United                              |                                                |
| 1906–07 | Nottingham Forest                              | Chelsea                                        |                                                |
| 1907–08 | Bradford City                                  | Leicester City                                 |                                                |
| 1908–09 | Bolton Wanderers                               | Tottenham Hotspur                              |                                                |
| 1909–10 | Manchester City (3)                            | Oldham Athletic                                |                                                |
| 1910–11 | West Bromwich Albion (2)                       | Bolton Wanderers                               |                                                |
| 1911–12 | Derby County                                   | Chelsea                                        |                                                |
| 1912–13 | Preston North End (2)                          | Burnley                                        |                                                |
| 1913–14 | Notts County (2)                               | Bradford Park Avenue                           |                                                |
| 1914–15 | Derby County (2)                               | Preston North End                              |                                                |
| 1915–19 | Nem rendezték meg az első világháború miatt.   | Nem rendezték meg az első világháború miatt.   | Nem rendezték meg az első világháború miatt.   |
| 1919–20 | Tottenham Hotspur                              | Huddersfield Town                              |                                                |
| 1920–21 | Birmingham City (2)                            | Cardiff City                                   |                                                |
| 1921–22 | Nottingham Forest (2)                          | Stoke City                                     |                                                |
| 1922–23 | Notts County (3)                               | West Ham United                                |                                                |
| 1923–24 | Leeds United                                   | Bury                                           |                                                |
| 1924–25 | Leicester City                                 | Manchester United                              |                                                |
| 1925–26 | Sheffield Wednesday (2)                        | Derby County                                   |                                                |
| 1926–27 | Middlesbrough                                  | Portsmouth                                     |                                                |
| 1927–28 | Manchester City (4)                            | Leeds United                                   |                                                |
| 1928–29 | Middlesbrough (2)                              | Grimsby Town                                   |                                                |
| 1929–30 | Blackpool                                      | Chelsea                                        |                                                |
| 1930–31 | Everton                                        | West Bromwich Albion                           |                                                |
| 1931–32 | Wolverhampton Wanderers                        | Leeds United                                   |                                                |
| 1932–33 | Stoke City                                     | Tottenham Hotspur                              |                                                |
| 1933–34 | Grimsby Town (2)                               | Preston North End                              |                                                |
| 1934–35 | Brentford                                      | Bolton Wanderers                               |                                                |
| 1935–36 | Manchester United                              | Charlton Athletic                              |                                                |
| 1936–37 | Leicester City (2)                             | Blackpool                                      |                                                |
| 1937–38 | Aston Villa                                    | Manchester United                              |                                                |
| 1938–39 | Blackburn Rovers                               | Sheffield United                               |                                                |
| 1939–46 | Nem rendezték meg a második világháború miatt. | Nem rendezték meg a második világháború miatt. | Nem rendezték meg a második világháború miatt. |
| 1946–47 | Manchester City (5)                            | Burnley                                        |                                                |
| 1947–48 | Birmingham City (3)                            | Newcastle United                               |                                                |
| 1948–49 | Fulham                                         | West Bromwich Albion                           |                                                |
| 1949–50 | Tottenham Hotspur (2)                          | Sheffield Wednesday                            |                                                |
| 1950–51 | Preston North End (3)                          | Manchester City                                |                                                |
| 1951–52 | Sheffield Wednesday (3)                        | Cardiff City                                   |                                                |
| 1952–53 | Sheffield United                               | Huddersfield Town                              |                                                |
| 1953–54 | Leicester City (3)                             | Everton                                        |                                                |
| 1954–55 | Birmingham City (4)                            | Luton Town                                     |                                                |
| 1955–56 | Sheffield Wednesday (4)                        | Leeds United                                   |                                                |
| 1956–57 | Leicester City (4)                             | Nottingham Forest                              |                                                |
| 1957–58 | West Ham United                                | Blackburn Rovers                               |                                                |
| 1958–59 | Sheffield Wednesday (5)                        | Fulham                                         |                                                |
| 1959–60 | Aston Villa (2)                                | Cardiff City                                   |                                                |
| 1960–61 | Ipswich Town                                   | Sheffield United                               |                                                |
| 1961–62 | Liverpool (4)                                  | Leyton Orient                                  |                                                |
| 1962–63 | Stoke City (2)                                 | Chelsea                                        |                                                |
| 1963–64 | Leeds United (2)                               | Sunderland                                     |                                                |
| 1964–65 | Newcastle United                               | Northampton Town                               |                                                |
| 1965–66 | Manchester City (6)                            | Southampton                                    |                                                |
| 1966–67 | Coventry City                                  | Wolverhampton Wanderers                        |                                                |
| 1967–68 | Ipswich Town (2)                               | Queens Park Rangers                            |                                                |
| 1968–69 | Derby County (3)                               | Crystal Palace                                 |                                                |
| 1969–70 | Huddersfield Town                              | Blackpool                                      |                                                |
| 1970–71 | Leicester City (5)                             | Sheffield United                               |                                                |
| 1971–72 | Norwich City                                   | Birmingham City                                |                                                |
| 1972–73 | Burnley (2)                                    | Queens Park Rangers                            |                                                |
| 1973–74 | Middlesbrough (3)                              | Luton Town                                     |                                                |
| 1974–75 | Manchester United (2)                          | Aston Villa                                    |                                                |
| 1975–76 | Sunderland                                     | Bristol City                                   |                                                |
| 1976–77 | Wolverhampton Wanderers (2)                    | Chelsea                                        |                                                |
| 1977–78 | Bolton Wanderers (2)                           | Southampton                                    |                                                |
| 1978–79 | Crystal Palace                                 | Brighton & Hove Albion                         |                                                |
| 1979–80 | Leicester City (6)                             | Sunderland                                     |                                                |
| 1980–81 | West Ham United (2)                            | Notts County                                   |                                                |
| 1981–82 | Luton Town                                     | Watford                                        |                                                |
| 1982–83 | Queens Park Rangers                            | Wolverhampton Wanderers                        |                                                |
| 1983–84 | Chelsea                                        | Sheffield Wednesday                            |                                                |
| 1984–85 | Oxford United                                  | Birmingham City                                |                                                |
| 1985–86 | Norwich City (2)                               | Charlton Athletic                              |                                                |
| 1986–87 | Derby County (4)                               | Portsmouth                                     | Charlton Athletic                              |
| 1987–88 | Millwall                                       | Aston Villa                                    | Middlesbrough                                  |
| 1988–89 | Chelsea (2)                                    | Manchester City                                | Crystal Palace                                 |
| 1989–90 | Leeds United (3)                               | Sheffield United                               | Swindon Town                                   |
| 1990–91 | Oldham Athletic                                | West Ham United 2. Sheffield Wednesday 3.      | Notts County                                   |
| 1991–92 | Ipswich Town (3)                               | Middlesbrough                                  | Blackburn Rovers                               |

### Football League First Division(1992–2004)
| Szezon  | Győztes               | Második                  | Rájátszás győztese      |
| ------- | --------------------- | ------------------------ | ----------------------- |
| 1992–93 | Newcastle United (2)  | West Ham United          | Swindon Town            |
| 1993–94 | Crystal Palace (2)    | Nottingham Forest        | Leicester City          |
| 1994–95 | Middlesbrough (4)     | Reading (nem jutott fel) | Bolton Wanderers        |
| 1995–96 | Sunderland (2)        | Derby County             | Leicester City          |
| 1996–97 | Bolton Wanderers (3)  | Barnsley                 | Crystal Palace          |
| 1997–98 | Nottingham Forest (3) | Middlesbrough            | Charlton Athletic       |
| 1998–99 | Sunderland (3)        | Bradford City            | Watford                 |
| 1999–00 | Charlton Athletic     | Manchester City          | Ipswich Town            |
| 2000–01 | Fulham (2)            | Blackburn                | Bolton Wanderers        |
| 2001–02 | Manchester City (7)   | West Bromwich Albion     | Birmingham City         |
| 2002–03 | Portsmouth            | Leicester City           | Wolverhampton Wanderers |
| 2003–04 | Norwich City (3)      | West Bromwich Albion     | Crystal Palace          |

### Football League Championship(2004–)
| Szezon  | Győztes                     | Második                | Rájátszás győztese  |
| ------- | --------------------------- | ---------------------- | ------------------- |
| 2004–05 | Sunderland (4)              | Wigan Athletic         | West Ham United     |
| 2005–06 | Reading                     | Sheffield United       | Watford             |
| 2006–07 | Sunderland (5)              | Birmingham City        | Derby County        |
| 2007–08 | West Bromwich Albion (3)    | Stoke City             | Hull City           |
| 2008–09 | Wolverhampton Wanderers (3) | Birmingham City        | Burnley             |
| 2009–10 | Newcastle United (3)        | West Bromwich Albion   | Blackpool           |
| 2010–11 | Queens Park Rangers (2)     | Norwich City           | Swansea City        |
| 2011–12 | Reading (2)                 | Southampton            | West Ham United     |
| 2012–13 | Cardiff City                | Hull City              | Crystal Palace      |
| 2013–14 | Leicester City (7)          | Burnley                | Queens Park Rangers |
| 2014–15 | AFC Bournemouth             | Watford                | Norwich City        |
| 2015–16 | Burnley (3)                 | Middlesbrough          | Hull City           |
| 2016–17 | Newcastle United (4)        | Brighton & Hove Albion | Huddersfield Town   |
| 2017–18 | Wolverhampton Wanderers (4) | Cardiff City           | Fulham              |
| 2018–19 | Norwich City (4)            | Sheffield United       | Aston Villa         |
| 2019–20 | Leeds United (4)            | West Bromwich Albion   | Fulham              |
| 2020–21 | Norwich City (5)            | Watford                | Brentford           |

## Összes győzelem
- 7 győzelem: Manchester City, Leicester City
- 5 győzelem: Sheffield Wednesday, Sunderland, Norwich City
- 4 győzelem: Birmingham City, Derby County, Liverpool, Newcastle United, Middlesbrough, Wolverhampton Wanderers, Leeds United
- 3 győzelem: Bolton Wanderers, Burnley, Ipswich Town, Nottingham Forest, Notts County, Preston North End, West Bromwich Albion,
- 2 győzelem: Aston Villa, Chelsea, Crystal Palace, Fulham, Grimsby Town, Manchester United, Oldham Athletic, Portsmouth, Reading, Stoke City, Tottenham Hotspur, West Ham United
- 1 győzelem: Blackburn Rovers, Blackpool, Brentford, Bristol City, Bury, Cardiff City, Charlton Athletic, Coventry City, Everton, Huddersfield Town, Luton Town, Millwall, Oxford United, Queens Park Rangers, AFC Bournemouth

## Legsikeresebb városok
A másodosztályt eddig 45 csapat tudta megnyerni, összesen 33 városból.
| Város          | Bajnoki címek | Klubok |
| -------------- | ------------- | --- |
| London         | 14            | Brentford (1), Charlton Athletic (1), Chelsea (2), Crystal Palace (2), Fulham (2), Millwall (1), Queens Park Rangers (1), Tottenham Hotspur (2) West Ham United (2) |
| Manchester     | 9             | Manchester City (7), Manchester United (2) |
| Birmingham     | 6             | Aston Villa (2), Birmingham City (4) |
| Leicester      | 6             | Leicester City (6) |
| Nottingham     | 6             | Notts County (3), Nottingham Forest (3) |
| Sheffield      | 6             | Sheffield Wednesday (5), Sheffield United (1) |
| Liverpool      | 5             | Liverpool (4), Everton (1) |
| Sunderland     | 5             | Sunderland (5) |
| Norwich        | 5             | Norwich City (5) |
| Derby          | 4             | Derby County (4) |
| Leeds          | 4             | Leeds United (4) |
| Bolton         | 3             | Bolton Wanderers (3) |
| Burnley        | 3             | Burnley (3) |
| Ipswich        | 3             | Ipswich Town (3) |
| Preston        | 3             | Preston North End (3) |
| Wolverhampton  | 3             | Wolverhampton Wanderers (3) |
| West Bromwich  | 3             | West Bromwich Albion (3) |
| Grimsby        | 2             | Grimsby Town (2) |
| Newcastle      | 2             | Newcastle United (2) |
| Reading        | 2             | Reading (2) |
| Stoke-on-Trent | 2             | Stoke City (2) |
| Blackburn      | 1             | Blackburn Rovers (1) |
| Blackpool      | 1             | Blackpool (1) |
| Bradford       | 1             | Bradford City (1) |
| Bristol        | 1             | Bristol City (1) |
| Bury           | 1             | Bury (1) |
| Cardiff        | 1             | Cardiff City (1) |
| Coventry       | 1             | Coventry City (1) |
| Huddersfield   | 1             | Huddersfield Town (1) |
| Luton          | 1             | Luton Town (1) |
| Oldham         | 1             | Oldham Athletic (1) |
| Oxford         | 1             | Oxford United |
| Portsmouth     | 1             | Portsmouth (1) |

## Lásd még
- Angol labdarúgó-bajnokcsapatok listája
- Az angol labdarúgó-bajnokság harmadosztályának győztesei
- Az angol labdarúgó-bajnokság negyedosztályának győztesei
- Az angol labdarúgó-bajnokság ötödosztályának győztesei
- Az angol labdarúgó-bajnokság hatodosztályának győztesei
- Az angol labdarúgó-bajnokság hetedosztályának győztesei
- Az angol labdarúgó-bajnokság nyolcadosztályának győztesei